# Floorball Deutschland Pokal 2018/19
Der Floorball Deutschland Pokal 2018/19 ist die zwölfte Spielzeit des Floorball Deutschland Pokals.
Der TV Lilienthal setzte sich im Endspiel mit 8:5 gegen die Red Devils Wernigerode durch und gewann damit zum ersten Mal den Pokalwettbewerb.

## Teilnehmer
| Bundesliga                                                                                            | 2. Bundesliga | Regionalliga | Verbandsliga/ nur Pokal |
| Gruppe Nord                                                                                           | | | |
| TV Lilienthal Red Devils Wernigerode ETV Piranhhas Hamburg BAT Berlin Blau-Weiß 96 Schenefeld         | USV Halle Saalebiber TV Eiche Horn Bremen Dümptener Füchse Baltic Storms Gettorf Seahawks BSV Roxel Hannover 96 SCS Berlin                                                              | ETV Piranhhas Hamburg II TSC Wellingsbüttel MTV Mittelnkirchen SG Seebergen/Lilienthal TB Uphusen Vikings Hannover Mustangs Hannover 96 II BAT U21 Berlin SC Potsdam SG UHC Berlin/VfL Tegel PSV 90 Dessau Red Devils Wernigerode U23 UHC Elster                                 | BTG Teutonia Bielefeld Black Panthers Altenbochum TV Dinklage SG Mellensee/Rangsdorf Eisbären Juniors Berlin Floorball Tigers Magdeburg Floorball Grizzlys Salzwedel Black Lions Landsberg |
| Gruppe Süd                                                                                            | | | |
| UHC Sparkasse Weißenfels MFBC Leipzig VfL Red Hocks Kaufering Floor Fighters Chemnitz DJK Holzbüttgen | TV Schriesheim FC Rennsteig Avalanche SSF Dragons Bonn SC DHfK Leipzig Unihockey Igels Dresden Donau-Floorball Ingolstadt/Nordheim UHC Döbeln 06 TSV Tollwut Ebersgöns FC Stern München | SSF Dragons Bonn II TSV Hochdahl ASV Köln TSV 1899 Griedel TSG Erlensee 1874 SV Espenau Rangers Frankfurt Falcons Floorball Mainz UHC Sparkasse Weißenfels II TSV Calw Lions Sportvg Feuerbach SV 03 Tübingen Sharks Lumberjacks Rohrdorf VfL Red Hocks Kaufering II TV Augsburg | Floorball Bautzen MFBC Schkeuditz/Leipzig USV Jena Elbfüchse Radebeul Black Pitballs St. Wendel SG Schriesheim/Mannheim                                                                    |

## 1. Runde
In der ersten Runden spielen zehn Teams um die restlichen fünf Plätze für die 2. Runde. Alle anderen der 59 gemeldeten haben somit ein Freilos.

### Gruppe Nord
| 8. September 2018 13:00 Uhr |  | Hannover 96 II (III) | 0:28 (0:10, 0:7, 0:11) | TV Eiche Horn Bremen (II) | Leibnizschule, Hannover |

| 8. September 2018 15:00 Uhr |  | BTG Teutonia Bielefeld (IV) | 2:1 n. V. (0:0, 0:1, 1:1, 1:0) | SG Mellensee/Rangsdorf (nP) | Gesamtschule Stieghorst, Bielefeld |

### Gruppe Süd
| 8. September 2018 19:30 Uhr |  | TSV Hochdahl (III) | 1:13 (0:2, 0:5, 1:6) | TV Schriesheim (II) | Hochdahl, Rankestraße, Erkrath |

| 9. September 2018 12:00 Uhr |  | Black Pitballs St. Wendel (nP) | 1:29 (1:8, 0:7, 0:14) | FC Stern München (II) | Sporthalle Schlossgymnasium, Mainz |

| 9. September 2018 15:00 Uhr |  | Floorball Mainz (III) | 1:6 (1:2, 0:2, 0:2) | Floorball Bautzen (IV) | Sporthalle Schlossgymnasium, Mainz |

## 2. Runde

### Gruppe Nord
| 6. Oktober 2018 13:00 Uhr |  | SG UHC Berlin/VfL Tegel (III) | 7:1 (2:1, 1:0, 4:0) | BTG Teutonia Bielefeld (IV) | Borsigwalder Grundschule, Berlin |

| 6. Oktober 2018 13:00 Uhr |  | MTV Mittelnkirchen (III) | 4:10 (0:2, 4:4, 0:4) | Hannover 96 (II) | Schulzentrum Lühe, Steinkirchen |

| 6. Oktober 2018 14:00 Uhr |  | ETV Piranhhas Hamburg II (III) | 8:4 (2:0, 2:1, 4:3) | Eisbären Juniors Berlin (nP) | Sporthalle Hoheluft, Hamburg |

| 6. Oktober 2018 15:00 Uhr |  | BAT U21 Berlin (III) | 5:2 (3:1, 1:0, 1:1) | TV Dinklage (III) | Sporthalle Monumentenstraße, Berlin |

| 6. Oktober 2018 12:00 Uhr |  | Black Panthers Altenbochum (IV) | 1:11 (0:4, 0:4, 1:3) | UHC Elster (III) | Sporthalle Ostring, Bochum |

| 6. Oktober 2018 15:00 Uhr |  | Gettorf Seahawks (II) | 6:5 (4:2, 0:2, 2:1) | Dümptener Füchse (II) | Schulzentrum Gettorf, Gettorf |

| 6. Oktober 2018 16:00 Uhr |  | Black Lions Landsberg (IV) | 7:4 (1:1, 2:0, 4:3) | SC Potsdam (III) | Gymnasiumsporthalle Landsberg, Landsberg |

| 6. Oktober 2018 17:00 Uhr |  | TB Uphusen Vikings (III) | 3:11 (1:3, 1:3, 1:5) | BAT Berlin (I) | Sporthalle Arenkamp, Achim |

| 6. Oktober 2018 17:00 Uhr |  | SG Seebergen/Lilienthal (III) | 16:2 (3:1, 6:1, 7:0) | Floorball Grizzlys Salzwedel (IV) | Sportzentrum Schoofmoor, Lilienthal |

| 6. Oktober 2018 18:00 Uhr |  | ETV Piranhhas Hamburg (I) | 5:9 (2:1, 2:4, 1:4) | TV Lilienthal (I) | Sporthalle Hoheluft, Hamburg |

| 6. Oktober 2018 18:00 Uhr |  | Red Devils Wernigerode U23 (III) | 5:11 (1:3, 2:2, 2:6) | Baltic Storms (II) | Stadtfeldhalle, Wernigerode |

| 6. Oktober 2018 18:00 Uhr |  | Hannover Mustangs (III) | 16:10 (6:2, 7:3, 3:5) | BSV Roxel (II) | Leibnizschule, Hannover |

| 6. Oktober 2018 15:00 Uhr |  | USV Halle Saalebiber (II) | 12:2 (4:1, 4:0, 4:1) | SCS Berlin (II) | Universitätssporthalle, Halle (Saale) |

| 6. Oktober 2018 18:30Uhr |  | Floorball Tigers Magdeburg (III) | 4:13 (2:4, 1:3, 1:6) | Blau-Weiß 96 Schenefeld (I) | von-Siemens-Gymnasium, Magdeburg |

| 7. Oktober 2018 16:00 Uhr |  | PSV 90 Dessau (III) | 6:15 (1:3, 2:4, 3:8) | Red Devils Wernigerode (I) | Sporthalle Kochstedt, Dessau |

| 7. Oktober 2018 15:00 Uhr |  | TSC Wellingsbüttel (III) | 2:22 (0:6, 2:11, 0:5) | TV Eiche Horn Bremen (II) | Halle am Pfeilshof, Hamburg |

### Gruppe Süd
| 6. Oktober 2018 11:30 Uhr |  | SSF Dragons Bonn II (III) | 4:9 (0:2, 2:4, 2:3) | TSG Erlensee 1874 (III) | Sportpark Nord, Bonn |

| 6. Oktober 2018 13:00 Uhr |  | MFBC Schkeuditz/Leipzig (IV) | 5:9 (4:1, 1:4, 0:4) | TSV Tollwut Ebersgöns (II) | Dreifeld Schulsporthalle, Schkeuditz |

| 6. Oktober 2018 13:00 Uhr |  | USV Jena (IV) | 43:0 (12:0, 19:0, 12:0) | Elbfüchse Radebeul (nP) | Sportforum, Jena |

| 6. Oktober 2018 14:00 Uhr |  | ASV Köln (III) | 1:18 (0:6, 0:3, 1:9) | TV Schriesheim (II) | ASV-Halle, Köln |

| 6. Oktober 2018 14:00 Uhr |  | Floorball Bautzen (IV) | 3:11 (1:1, 1:5, 1:5) | Floor Fighters Chemnitz (I) | Mehrzweckhalle Gottlieb-Daimler-Oberschule, Bautzen |

| 6. Oktober 2018 15:00 Uhr |  | SV Espenau Rangers (III) | 8:21 (2:3, 1:10, 5:8) | FC Rennsteig Avalanche (II) | Sporthalle Goethestrasse Espenau, Espenau-Hohenkirchen |

| 6. Oktober 2018 16:00 Uhr |  | Unihockey Igels Dresden (II) | 3:12 (1:3, 0:7, 2:2) | SSF Dragons Bonn (II) | 121. Oberschule, Dresden |

| 6. Oktober 2018 18:00 Uhr |  | VfL Red Hocks Kaufering II (III) | 10:0 (2:0, 2:0, 6:0) | Frankfurt Falcons (III) | Sportzentrum Kaufering, Kaufering |

| 7. Oktober 2018 13:00 Uhr |  | SV 03 Tübingen Sharks (III) | 6:5 (2:1, 1:2, 3:2) | Lumberjacks Rohrdorf (III) | Universitätssporthalle, Tübingen |

| 6. Oktober 2018 13:00 Uhr |  | Donau-Floorball Ingolstadt/Nordheim (II) | 12:8 (2:2, 6:1, 4:5) | FC Stern München (II) | Paul-Wegmann-Halle, Ingolstadt |

| 7. Oktober 2018 13:00 Uhr |  | TV Augsburg (III) | 3:31 (0:12, 0:13, 3:6) | UHC Sparkasse Weißenfels (I) | Friedrich-Ebert-Mittelschule, Augsburg |

| 7. Oktober 2018 15:00 Uhr |  | TSV 1899 Griedel (III) | 6:7 n. V. (4:1, 0:5, 2:0, 0:1) | DJK Holzbüttgen (I) | August-Storch-Halle, Butzbach |

| 7. Oktober 2018 16:00 Uhr |  | VfL Red Hocks Kaufering (I) | 6:2 (1:0, 3:2, 2:0) | SC DHfK Leipzig (II) | Sportzentrum Kaufering, Kaufering |

| 7. Oktober 2018 16:00 Uhr |  | SG Schriesheim/Mannheim (nP) | 1:19 (0:7, 0:7, 1:5) | MFBC Leipzig (I) | Mehrzweckhalle Schriesheim, Schriesheim |

| 7. Oktober 2018 16:00 Uhr |  | Sportvg Feuerbach (III) | 4:3 (2:1, 2:1, 0:1) | TSV Calw Lions (III) | Universitätssporthalle, Tübingen |

| 7. Oktober 2018 16:00 Uhr |  | UHC Sparkasse Weißenfels II (III) | 5:3 (1:1, 3:0, 1:2) | UHC Döbeln 06 (II) | Sporthalle West, Weißenfels |

## 3. Runde

### Gruppe Nord
| 3. November 2018 18:00 Uhr |  | ETV Piranhhas Hamburg II (III) | 1:11 (0:7, 1:2, 0:2) | BAT Berlin (I) | Sporthalle Hoheluft, Hamburg |

| 3. November 2018 18:00 Uhr |  | TV Eiche Horn Bremen (II) | 5:7 (2:0, 0:4, 4:3) | Blau-Weiß 96 Schenefeld (I) | Sportzentrum Eiche Horn, Bremen |

| 3. November 2018 18:30 Uhr |  | Hannover Mustangs (III) | 6:7 (2:2, 4:0, 0:5) | SG Seebergen/Lilienthal (III) | Leibnizschule, Hannover |

| 3. November 2018 18:30 Uhr |  | Black Lions Landsberg (IV) | 1:31 (0:9, 0:13, 1:9) | Red Devils Wernigerode (I) | Gymnasiumsporthalle Landsberg, Landsberg |

| 3. November 2018 18:30 Uhr |  | USV Halle Saalebiber (II) | 3:4 n. V. (0:0, 1:2, 2:1, 0:1) | Hannover 96 (II) | Universitätssporthalle, Halle (Saale) |

| 4. November 2018 11:00 Uhr |  | SG UHC Berlin/VfL Tegel (III) | 8:6 (1:3, 4:2, 3:1) | UHC Elster (III) | Sporthalle Monumentenstraße, Berlin |

| 4. November 2018 14:30 Uhr |  | Baltic Storms (II) | 7:5 (1:1, 1:0, 5:4) | Gettorf Seahawks (II) | Schulzentrum Gettorf, Gettorf |

| 4. November 2018 15:00 Uhr |  | BAT U21 Berlin (III) | 0:22 (0:6, 0:11, 0:5) | TV Lilienthal (I) | Sporthalle Monumentenstraße, Berlin |

### Gruppe Süd
| 3. November 2018 12:30 Uhr |  | Sportvg Feuerbach (III) | 3:16 (3:4, 0:4, 0:8) | DJK Holzbüttgen (I) | Hugo-Kunzi-Halle, Stuttgart-Feuerbach |

| 3. November 2018 13:00 Uhr |  | Donau-Floorball Ingolstadt/Nordheim (II) | 3:10 (1:6, 1:0, 1:4) | MFBC Leipzig (I) | Neudegger Halle, Donauwörth |

| 3. November 2018 13:00 Uhr |  | UHC Sparkasse Weißenfels II (III) | 4:11 (1:6, 1:0, 2:5) | TSG Erlensee 1874 (III) | Stadthalle Weißenfels, Weißenfels |

| 3. November 2018 16:00 Uhr |  | UHC Sparkasse Weißenfels (I) | 14:2 (7:1, 5:1, 2:0) | Floor Fighters Chemnitz (I) | Stadthalle Weißenfels, Weißenfels |

| 3. November 2018 16:00 Uhr |  | VfL Red Hocks Kaufering (I) | 8:4 (2:1, 3:2, 3:1) | TSV Tollwut Ebersgöns (II) | Sportzentrum Kaufering, Kaufering |

| 4. November 2018 13:00 Uhr |  | SV 03 Tübingen Sharks (III) | 2:21 (0:5, 1:8, 1:8) | TV Schriesheim (II) | Universitätssporthalle, Tübingen |

| 4. November 2018 13:00 Uhr |  | USV Jena (IV) | 1:12 (1:7, 0:3, 0:2) | VfL Red Hocks Kaufering II (III) | Sportforum Jena, Jena |

| 4. November 2018 16:00 Uhr |  | SSF Dragons Bonn (II) | 17:7 (4:0, 7:5, 6:2) | FC Rennsteig Avalanche (II) | Sportpark Nord, Bonn |

## Achtelfinale
| 15. Dezember 2018 16:00 Uhr |  | SG UHC Berlin/VfL Tegel (III) | 3:22 (1:9, 1:6, 1:7) | TV Lilienthal (I) | Borsigwalder Grundschule, Berlin |

| 15. Dezember 2018 17:00 Uhr |  | SG Seebergen/Lilienthal (III) | 3:13 (1:2, 2:8, 0:3) | DJK Holzbüttgen (I) | Sportzentrum Schoofmoor, Lilienthal |

| 15. Dezember 2018 17:00 Uhr |  | Blau-Weiß 96 Schenefeld (I) | 3:5 (0:2, 2:1, 1:2) | TV Schriesheim (II) | Schulzentrum Achter de Weiden, Schenefeld |

| 15. Dezember 2018 18:00 Uhr |  | VfL Red Hocks Kaufering II (III) | 4:16 (3:8, 1:3, 0:5) | UHC Sparkasse Weißenfels (I) | Sportzentrum Kaufering, Kaufering |

| 15. Dezember 2018 19:00 Uhr |  | SSF Dragons Bonn (II) | 7:6 n. V. (3:3, 1:2, 2:1, 1:0) | VfL Red Hocks Kaufering (I) | Sportpark Nord, Bonn |

| 16. Dezember 2018 14:30 Uhr |  | Hannover 96 (II) | 2:19 (1:6, 1:7, 0:6) | MFBC Leipzig (I) | Gesamtschule GAn der Feldbuschwende, Hannover |

| 16. Dezember 2018 15:00 Uhr |  | BAT Berlin (I) | 7:2 (2:2, 2:0, 3:0) | Baltic Storms (II) | Willibald Gebhardt Sportzentrum Schöneberg, Berlin |

| 16. Dezember 2018 16:00 Uhr |  | TSG Erlensee 1874 (III) | 1:19 (0:2, 0:9, 1:8) | Red Devils Wernigerode (I) | Großsporthalle Erlensee, Erlensee |

## Viertelfinale
| 12. Januar 2019 19:00 Uhr |  | DJK Holzbüttgen (I) | 2:12 (0:3, 1:2, 1:7) | Red Devils Wernigerode (I) | Stadtparkhalle Kaarst, Kaarst |

| 13. Januar 2019 13:00 Uhr |  | TV Schriesheim (II) | 6:11 (1:1, 4:3, 1:7) | MFBC Leipzig (I) | Mehrzweckhalle Schriesheim, Schriesheim |

| 13. Januar 2019 13:00 Uhr |  | SSF Dragons Bonn (II) | 5:12 (3:2, 2:2, 0:8) | UHC Sparkasse Weißenfels (I) | Sportpark Nord, Bonn |

| 17. Februar 2019 15:30 Uhr |  | BAT Berlin (I) | 3:6 (1:0, 2:3, 0:3) | TV Lilienthal (I) | Lilli-Henoch-Sporthalle, Berlin |

## Final 4
Lange war der Austragungsort des Final 4 nicht bekannt, weshalb es diese Saison keinen direkten Qualifikanten gab.

Es fand am 9. und 10. März 2019 in der Sporthalle in der Leipziger Brüderstraße statt.

### Halbfinale
| 9. März 2019 17:00 Uhr |  | TV Lilienthal (I) | 5:4 n. V. (0:1, 2:2, 2:1, 1:0) | UHC Sparkasse Weißenfels (I) | Brüderstraße, Leipzig |

| 9. März 2019 20:00 Uhr |  | Red Devils Wernigerode (I) | 6:5 n. PS. (0.3, 4:2, 1:0, 0:0) | MFBC Leipzig (I) | Brüderstraße, Leipzig |

### Finale
| 10. März 2019 16:00 Uhr |  | TV Lilienthal (I) | 8:5 (4:0, 0:1, 4:4) | Red Devils Wernigerode (I) | Brüderstraße, Leipzig |